# Тирар, Лоран
Лоран Тирар (фр. Laurent Tirard; 18 февраля 1967, Рубе, Франция[…] — 5 сентября 2024, X округ Парижа, Франция) — французский кинорежиссёр и сценарист, двукратный номинант на премию «Сезар».

## Биография
Родился в 1967 году. С детства увлекался кино, отдавая предпочтение фильмам Стивена Спилберга. Учился в Нью-Йоркском университете, где изучал кинопроизводство. Стажировался на Warner Bros. По возвращении во Францию работал в журнале Studio на протяжении шести лет, брал интервью у популярных кинематографистов и писал критические отзывы на фильмы.
В кино дебютировал в 1999 году, срежиссировав короткометражку «Достоверный источник». В 2007 году снял фильм «Мольер» с Роменом Дюрисом в главной роли, принесший Тирару первую номинацию на «Сезар» (в паре с  Грегуаром Виньероном). Спустя два года он повторит этот успех с «Маленьким Николя», присовокупив к нему номинацию на награду европейских киноакадемиков.
Умер 5 сентября 2024 года в Париже после продолжительной болезни в возрасте 57 лет.

## Фильмография
| Year | Title                            | Role                 | Notes                  |
| ---- | -------------------------------- | -------------------- | ---------------------- |
| 1999 | Достоверный источник             | сценарист и режиссёр | короткометражный фильм |
| 2002 | Материнская любовь               | сценарист            | телефильм              |
| 2002 | Фред и его оркестр               | сценарист            | телесериал             |
| 2002 | Ваш счастливый тур               | сценарист            | телефильм              |
| 2004 | Лучший день в моей жизни         | сценарист            |                        |
| 2004 | Ложь, измена и тому подобное...  | режиссёр и сценарист | дебютный фильм         |
| 2005 | Нос гондолы                      | сорежиссёр           |                        |
| 2006 | Как жениться и остаться холостым | сценарист            |                        |
| 2007 | Мольер                           | режиссёр и сценарист |                        |
| 2009 | Маленький Николя                 | режиссёр и сценарист |                        |
| 2010 | Без улик                         | сценарист            |                        |
| 2011 | Майк                             | сценарист            |                        |
| 2012 | Астерикс и Обеликс в Британии    | режиссёр и сценарист |                        |
| 2014 | Каникулы маленького Николя       | режиссёр и сценарист |                        |
| 2016 | Любовь не по размеру             | режиссёр и сценарист |                        |
| 2018 | Сердцеед                         | режиссёр и сценарист |                        |
| 2020 | Холостяк на свадьбе              | режиссёр и сценарист |                        |

## Награды и номинации
1999
- Кинофестиваль в Авиньоне — приз за лучший короткометражный фильм («Достоверный источник»)

2007
- Московский международный кинофестиваль — приз зрительских симпатий («Мольер»)[8]
- Миланский международный кинофестиваль — награда за лучший сценарий  («Лучший день в моей жизни»; совместно с Жюли Липински)

2008
- Сезар — номинация  за лучший оригинальный  сценарий  («Мольер»; совместно с Грегуаром Виньероном)

2010
- Премия Европейской киноакадемии — номинация  на Приз зрительских симпатий за лучший европейский фильм года («Маленький Николя»)
- Сезар — номинация  за лучший   адаптированный сценарий («Маленький Николя»; совместно с Грегуаром Виньероном)

2011
- Премия Бразильской киноакадемии — номинация на лучший фильм на иностранном языке («Маленький Николя»)